# Ones and Zeros
Ones and Zeros —en español: Unos y ceros— es el tercer álbum de la banda inglesa Young Guns. Fue lanzado el 8 de junio de 2015. El álbum pasó por un extenso período de desarrollo entre 2013 y 2015 ya que la banda trabajó en una multitud de estudios, países y productores de música antes de ser lanzado el 8 de junio de 2015, a través Virgin EMI Records y Wind-Up Records. 
El álbum marcó una evolución del sonido de la banda, manteniendo todo el sonido de rock alternativo al tiempo que añade elementos de rock electrónico también. El álbum debutó en el no. 3 en el Billboard Top Heatseekers chart, más alto que su álbum anterior, Bones, que alcanzó el puesto No.35, aunque ninguno de los seis sencillos del álbum fueron capaces de igualar el éxito del sencillo "Bones", sin que ninguno de los sencillos que trazan en absoluto.
Ones and Zeros es el último álbum con el original baterista Ben Jolliffe quien dejó el grupo a principios de 2016.

## Antecedentes
A mediados de 2013, la banda comenzó una sesión de un mes de duración de la escritura, demos, y la preproducción de trabajo para el álbum. Mientras que los álbumes anteriores habían sido registrados en el Reino Unido y Tailandia, para este disco, el trabajo en unos y ceros comenzaron en Manhattan, Nueva York. La oportunidad se había abierto debido a la firma de la banda a una nueva compañía discográfica, Virgin EMI. A pesar de que había impedido la banda de iniciar las sesiones de grabación antes, y obligado a empezar de nuevo. A partir de cero con su material. Sin embargo, la banda se tomó; ya que permitía una gran cantidad de acceso al estudio, que conducen a una mayor eficiencia, con demostraciones menos ásperos "grabado en casa", y los más altos de calidad en una cantidad más rápido de tiempo.
Mientras que habían acogido el reto de trabajar con un productor, en última instancia, Wood declaró que la banda y el productor tenía muy diferente enfoques para la creación de música, e irreconciliablemente ideas y objetivos finales para el sonido del álbum diferente. A pesar de los problemas con los productores, la banda aún era capaz de acumular una "muy gran cantidad de material", incluyendo la encarnación inicial de del primer sencillo del álbum, "I Want Out" y su tercer sencillo "Daylight".
La banda envió las grabaciones finales que se mezclan en noviembre de 2014.

## Lanzamiento y promoción
El primer sencillo del álbum, "I Want Out", fue estrenado el 7 de agosto de 2014 en Alternative Press, casi 10 meses antes del lanzamiento del álbum.
El álbum debutó en el no. 3 en el Billboard Top Heatseekers chart, más alto que su álbum anterior, Bones, que alcanzó el puesto No. 35. Sin embargo, ninguno de los seis sencillos fueron capaces de igualar el éxito del sencillo "Bones".

## Recepción
Allmusic alabó la voz de Wood como un aspecto del stand-out, llegando a la conclusión de que es "...un cantante sólido con un tipo de canturreo limpio, que va incrementado que se presta bien en el material, y la banda se baja con gusto... simplemente dejar que la estancia de la aguja en el rojo, pero es difícil no sentir que todo el asunto es sólo una canción larga, en busca de un logro de montaje épico ". Las compañías fuertemente elogiado unos y ceros , elogiándolo por su cohesión como un álbum, y que concluye "las guitarras son pesadas, los sintetizadores son alegres, los ganchos son grandes y la voz de Wood es maravillosamente clara y emotiva. Unos y ceros marca más posibilidades tomadas que en cualquiera de sus álbumes anteriores, y el resultado es un sofisticado alt-rock cuyo único defecto es una dependencia del impacto emocional de la yuxtaposición de aberturas lentas y coros estridentes".

## Lista de canciones
| N.º | Título                | Duración |  |
| 1.  | «Rising Up»           | 3:24     |  |
| 2.  | «I Want Out»          | 3:42     |  |
| 3.  | «Infinity»            | 4:21     |  |
| 4.  | «Memento Mori»        | 4:48     |  |
| 5.  | «Lullaby»             | 4:05     |  |
| 6.  | «Daylight»            | 3:29     |  |
| 7.  | «Speaking in Tongues» | 4:39     |  |
| 8.  | «Colour Blind»        | 3:41     |  |
| 9.  | «Gravity»             | 3:58     |  |
| 10. | «Die On Time»         | 3:43     |  |
| 11. | «Ones and Zeros»      | 4:27     |  |

Deluxe Edition
| Deluxe edition |                               |          |  |
| N.º            | Título                        | Duración |  |
| 12.            | «I Want Out» (Single version) | 3:45     |  |
| 13.            | «I Don't Need God»            | 3:59     |  |
| 14.            | «I Want Out» (Knights Remix)  | 3:42     |  |
| 15.            | «Daylight» (Demo)             | 3:36     |  |
| 16.            | «Infinity» (Demo)             | 4:11     |  |

US Deluxe Edition
| US deluxe edition |                               |          |  |
| N.º               | Título                        | Duración |  |
| 12.               | «I Want Out» (Single version) | 3:45     |  |

## Posicionamiento en lista
| Lista (2015)                       | Posiciones |
| ---------------------------------- | ---------- |
| US Billboard Top Heatseekers Chart | 3          |
| UK Albums (OCC)                    | 21         |

## Personal
- Gustav Wood - voz principal
- Fraser Taylor - guitarra líder
- John Taylor - guitarra rítmica, coros
- Simon Mitchell - bajo
- Ben Jolliffe - batería, percusión, coros